# Heterospilus brachyptera
Heterospilus brachyptera är en stekelart som först beskrevs av Jakimavicius 1968.  Heterospilus brachyptera ingår i släktet Heterospilus och familjen bracksteklar. Inga underarter finns listade i Catalogue of Life.